# Yemisi Ogunleye
Yemisi Ogunleye, född 3 oktober 1998, är en tysk friidrottare som tävlar i kulstötning.

## Karriär
I maj 2023 vid en tävling i Rehlingen stötte Ogunleye för första gången över 19 meter. I juli 2023 tog hon silver vid tyska mästerskapen i Kassel efter att ha slutat efter Sara Gambetta. Följande månad vid VM i Budapest stötte Ogunleye ett nytt personbästa på 19,44 meter i kvalet. I finalen slutade hon sedan på tionde plats med en stöt på 18,97 meter. Vid OS 2024 tog hon guld i kulstötning.

## Tävlingar

### Internationella
| År                    | Tävling                        | Plats                 | Placering             | Gren                  | Distans               |
| Tävlande för Tyskland | Tävlande för Tyskland          | Tävlande för Tyskland | Tävlande för Tyskland | Tävlande för Tyskland | Tävlande för Tyskland |
| --------------------- | ------------------------------ | --------------------- | --------------------- | --------------------- | --------------------- |
| 2015                  | Ungdomsvärldsmästerskapen      | Cali                  | 7:e                   | Kulstötning (3 kg)    | 16,73 m               |
| 2017                  | Junioreuropamästerskapen       | Grosseto              | 6:e                   | Kulstötning           | 15,69 m               |
| 2023                  | Världsmästerskapen             | Budapest              | 10:e                  | Kulstötning           | 18,97 m               |
| 2024                  | Inomhusvärldsmästerskapen      | Glasgow               | 2:a                   | Kulstötning           | 20,19 m               |
| 2024                  | Europamästerskapen             | Rom                   | 3:e                   | Kulstötning           | 18,62 m               |
| 2024                  | Olympiska sommarspelen         | Paris                 | 1:a                   | Kulstötning           | 20,00 m               |
| 2025                  | Europeiska inomhusmästerskapen | Apeldoorn             | 2:a                   | Kulstötning           | 19,56 m               |

### Nationella
| - Tyska friidrottsmästerskapen (utomhus): - 2020: Brons – Kulstötning (16,62 meter, Braunschweig) - 2021: Brons – Kulstötning (18,13 meter, Braunschweig) - 2023: Silver – Kulstötning (17,91 meter, Kassel) - 2024: Guld – Kulstötning (19,25 meter, Braunschweig) | - Tyska friidrottsmästerskapen (inomhus): - 2024: Guld – Kulstötning (18,91 meter, Leipzig) - 2025: Guld – Kulstötning (20,27 meter, Dortmund) |

## Personliga rekord
| Utomhus - Kulstötning – 20,00 m (Paris, 9 augusti 2024) | Inomhus - Kulstötning – 20,27 m (Dortmund, 21 februari 2025) |